# Черепеть (станция)

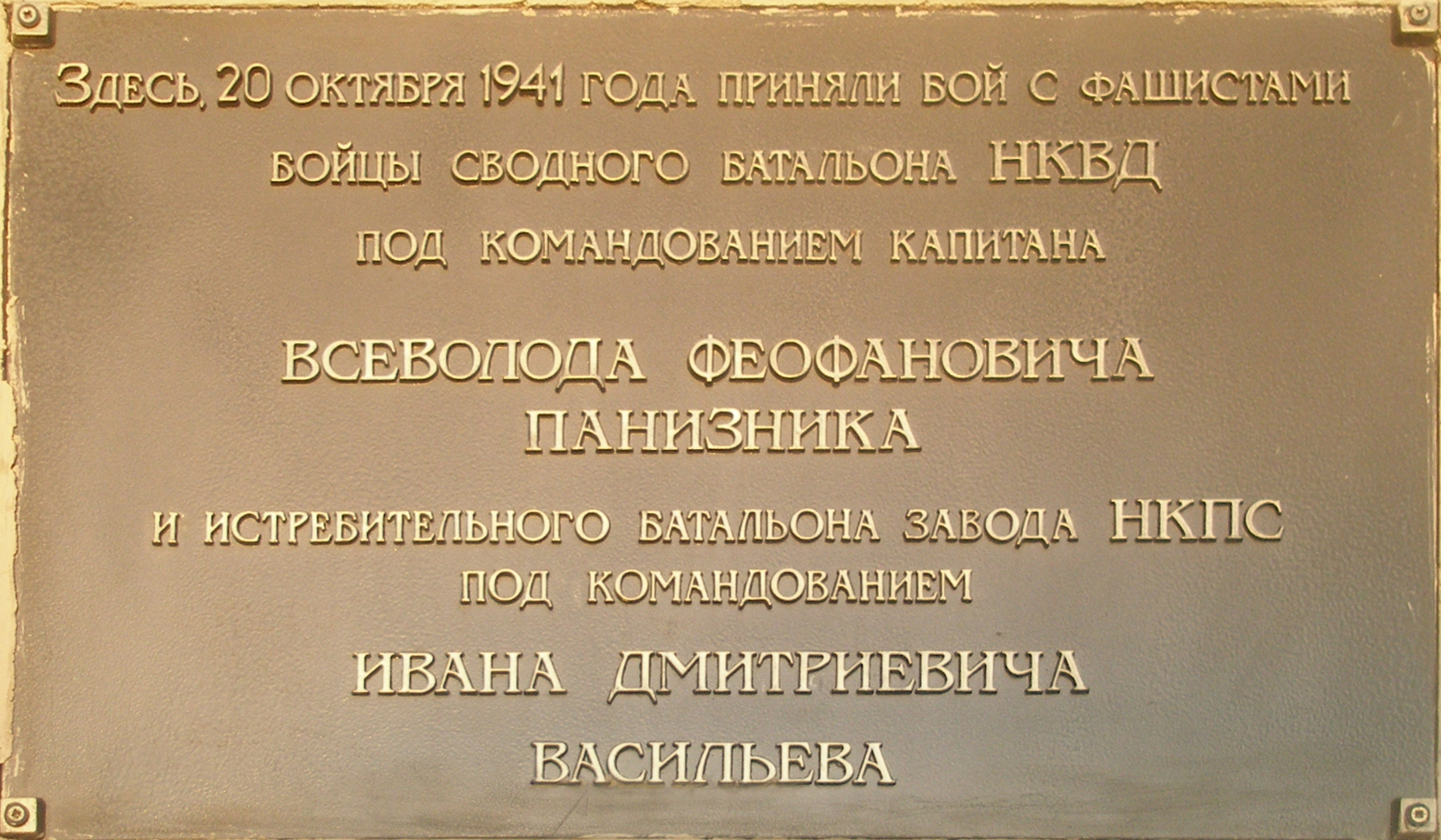
Мемориальная доска на здании вокзала

Че́репеть — железнодорожная станция Тульского региона Московской железной дороги в посёлке Новая Черепеть Суворовского района Тульской области.

## Краткая характеристика
Станция располагается на линии Тула — Сухиничи, ответвляющейся от станции Плеханово на линии Узловая — Тула — Калуга.
Ежедневно на станции оборачивается одна пара пригородных поездов Черепеть — Урванка. 
В сторону станции Тупик пригородного сообщения нет. Примерно в 500 метрах от станции проходит автомобильная дорога Р146, по которой в числе прочих следуют автобусы Суворов — Чекалин. В районе станции также находится курортный посёлок Краинка.

## История
20 октября 1941 года в районе станции приняли бой с фашистами бойцы батальона НКВД под командованием В. Ф. Панизника и бойцы батальона завода НКПС под командованием И. Д. Васильева, о чём свидетельствует мемориальная табличка на здании вокзала.

### Перевозчики, направления и расписание
| Перевозчик                                    | Дистанция                               | Направления и расписание |
| --------------------------------------------- | --------------------------------------- | ------------------------ |
| Российские железные дороги                    | Дальнее следование                      | Яндекс                   |
| Белорусская железная дорога                   | Дальнее следование                      | Яндекс                   |
| Центральная пригородная пассажирская компания | Межрегиональное и пригородное сообщение | Яндекс                   |